# Kwadwo Duah
Kwadwo Duah, né le 24 février 1997 à Londres, est un footballeur international suisse qui évolue au poste d'attaquant au PFK Ludogorets Razgrad.

## Biographie
Kwadwo Duah naît le 24 février 1997 à Londres. Il grandit à Berne.
Kwadwo Duah est binational helvético-ghanéen.

## Carrière

### En club
Le BSC Young Boys le prête pour la deuxième moitié de la saison 2016-2017 à Neuchâtel Xamax FCS. Puis est prêté l'intégralité de la saison suivante au FC Winterthour. Il est ensuite prêté une saison au Servette FC.
Il signe au 1. FC Nuremberg en juin 2022. 
Il rejoint le PFK Ludogorets Razgrad à l'été 2023,.
Lors de la saison 2023-2024, il remporte pour la première fois le Championnat de Bulgarie (le treizième du club).

### En sélection
Avec les moins de 19 ans, il marque trois buts et donne une passe décisive face aux Îles Féroé, lors des éliminatoires de l'Euro 2016 de la catégorie.
Il fête sa première sélection en match amical contre l'Estonie le 4 juin 2024. Dans la foulée, il est sélectionné par Murat Yakın pour l'Euro 2024.
Il est titulaire contre la Hongrie lors du premier match de la Suisse à l'Euro 2024 et marque son premier but en sélection.